# Автомайдан
«Автомайда́н» (укр. Автомайдан) — проевропейское украинское общественно-политическое движение, предполагающее использование автомобилей и грузовиков в качестве средства протеста, которое впервые возникло в конце 2013 года в Киеве в рамках «Евромайдана».
Группы «Автомайдана» существовали во многих городах Украины, в частности в Киеве, Донецке, Луцке, Львове, Одессе, Ужгороде, Харькове, Херсоне, Хмельницком и др.

## Акции
- Поездка в Межигорье.
- Пикетирование зданий, особняков и других объектов чиновников, провластных политиков, деятелей и олигархов в Киеве и в регионах (Андрея Клюева[9], Виктора Пшонки[10], Виктора Медведчука[11], Николая Азарова[12], Виталия Захарченко[13], Дмитрия Табачника[14], Бориса Климчука[15], депутатов от Партии регионов и других чиновников Волыни[16], семьи Олега Сало[17], Рината Ахметова[18], одного из офицеров спецподразделения «Беркут» Евгения Антонова[19] и др.).
- Охота на титушек[20]. На регулярной основе проводится патрулирование Киева[21]. Ночью минимум 10 машин патрулировали город. Иногда количество автомобилей доходило до 200+ автомобилей.

## Лидеры «Автомайдана»
- Дмитрий Булатов — бизнесмен, «голос» Автомайдана, с 22 января 2014 года исчез[22] и был найден 30 января в селе Вишенки Бориспольского района со следами побоев[23]. 2 февраля 2014 года Булатов был отправлен на лечение в Литву[24].
- Сергей Поярков — украинский художник и политический комментатор.
- Алексей Гриценко — заместитель директора IT-компании, сын политика Анатолия Гриценко.
- Сергей Коба — 23 января 2014 года появилось сообщение о его выезде с Украины из-за угрозы ареста[25].